# Vugar Gashimov Memorial
Das Vugar Gashimov Memorial ist ein jährlich in Aserbaidschan stattfindendes Schachturnier zu Ehren des im Januar 2014 verstorbenen Vüqar Həşimov. Bis 2019 trug das Turnier den Namen Shamkir Chess und wurde mit klassischer Bedenkzeit in Şəmkir ausgetragen. Seit 2021 ist es ein kombiniertes Schnell- und Blitzschachturnier an wechselnden Austragungsorten.

## 2014
Die erste Auflage des Turniers fand vom 19. bis 30. April 2014 statt.
In Gruppe A spielten sechs Teilnehmer ein doppelrundiges Turnier, in Gruppe B zehn Teilnehmer einrundig. Gespielt wurde mit klassischer Bedenkzeit (120 Minuten für 40 Züge, dann 60 Minuten für 20 Züge, dann 15 Minuten plus 30 Sekunden pro Zug für den Rest der Partie). Remisangebote vor dem 40. Zug waren nicht erlaubt. Das A-Turnier wies mit einem Elo-Schnitt von 2780 die Kategorie 22 auf. Der Preisfonds betrug für die A-Gruppe 100.000, für die B-Gruppe 30.000 Euro. Austragungsort war das Heydar Aliyev Center in Şəmkir. Als Hauptschiedsrichter fungierte Faiq Həsənov.
| Rang | Name                 | Nation             | Wertung | Punkte | Siege |
| ---- | -------------------- | ------------------ | ------- | ------ | ----- |
| 1    | Magnus Carlsen       | Norwegen           | 2881    | 6½     |       |
| 2    | Fabiano Caruana      | Italien            | 2783    | 5½     |       |
| 3    | Hikaru Nakamura      | Vereinigte Staaten | 2772    | 5      | 2     |
| 4    | Teymur Rəcəbov       | Aserbaidschan      | 2713    | 5      | 1     |
| 5    | Sergei Karjakin      | Russland           | 2772    | 5      | 0     |
| 6    | Şəhriyar Məmmədyarov | Aserbaidschan      | 2760    | 3      |       |

| Rang | Name               | Nation              | Wertung | Punkte | Siege | Sonneborn-Berger |
| ---- | ------------------ | ------------------- | ------- | ------ | ----- | ---------------- |
| 1    | Pawel Eljanow      | Ukraine             | 2732    | 6      |       |                  |
| 2    | Alexander Motyljow | Russland            | 2685    | 5½     |       |                  |
| 3    | Étienne Bacrot     | Frankreich          | 2722    | 5      | 3     |                  |
| 4    | Wang Hao           | Volksrepublik China | 2734    | 5      | 2     |                  |
| 5    | Radosław Wojtaszek | Polen               | 2716    | 4½     |       |                  |
| 6    | Rauf Məmmədov      | Aserbaidschan       | 2660    | 4      | 2     | 18,00            |
| 7    | Qədir Hüseynov     | Aserbaidschan       | 2621    | 4      | 2     | 16,25            |
| 8    | Vasif Durarbəyli   | Aserbaidschan       | 2584    | 4      | 1     |                  |
| 9    | Nicat Abbasov      | Aserbaidschan       | 2516    | 4      | 0     |                  |
| 10   | Eltac Səfərli      | Aserbaidschan       | 2656    | 3      |       |                  |

## 2015
Die zweite Auflage fand vom 16. bis 26. April 2015 als Rundenturnier mit 10 Teilnehmern statt. Der ursprünglich eingeladene Teymur Rəcəbov sagte aus gesundheitlichen Gründen ab und wurde durch Michael Adams ersetzt. Der Preisfonds betrug 100.000 Euro.
| Rang | Name                   | Nation             | Wertung | Punkte | Siege | Sonneborn-Berger |
| ---- | ---------------------- | ------------------ | ------- | ------ | ----- | ---------------- |
| 1    | Magnus Carlsen         | Norwegen           | 2863    | 7      |       |                  |
| 2    | Viswanathan Anand      | Indien             | 2791    | 6      |       |                  |
| 3    | Wesley So              | Vereinigte Staaten | 2788    | 5      | 3     |                  |
| 4    | Fabiano Caruana        | Italien            | 2802    | 5      | 2     |                  |
| 5    | Wladimir Kramnik       | Russland           | 2783    | 4      | 2     |                  |
| 6    | Şəhriyar Məmmədyarov   | Aserbaidschan      | 2754    | 4      | 1     |                  |
| 7    | Michael Adams          | England            | 2746    | 3,5    | 1     |                  |
| 8    | Anish Giri             | Niederlande        | 2790    | 3,5    | 0     | 16,50            |
| 9    | Maxime Vachier-Lagrave | Frankreich         | 2762    | 3,5    | 0     | 15,25            |
| 10   | Rauf Məmmədov          | Aserbaidschan      | 2651    | 3,5    | 0     | 14,75            |

## 2016

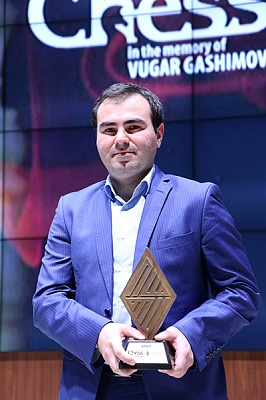
Məmmədyarov bei der Siegerehrung, 2016

Die dritte Auflage des Turniers fand vom 25. Mai bis 5. Juni 2016 statt. Es gewann Məmmədyarov nach Stichkampf gegen Caruana. Der Preisfonds betrug 73.000 Euro, davon 15.000 Euro für den Sieger.
| Rang | Name                 | Nation              | Wertung | Punkte | Sonneborn-Berger |
| ---- | -------------------- | ------------------- | ------- | ------ | ---------------- |
| 1    | Şəhriyar Məmmədyarov | Aserbaidschan       | 2748    | 6      | 27.00            |
| 2    | Fabiano Caruana      | Vereinigte Staaten  | 2804    | 6      | 23.75            |
| 3    | Anish Giri           | Niederlande         | 2790    | 5,5    |                  |
| 4    | Sergei Karjakin      | Russland            | 2779    | 5      |                  |
| 5    | Rauf Məmmədov        | Aserbaidschan       | 2655    | 4,5    |                  |
| 6    | P. Harikrishna       | Indien              | 2763    | 4      | 18.00            |
| 7    | Teymur Rəcəbov       | Aserbaidschan       | 2726    | 4      | 17.50            |
| 8    | Eltac Səfərli        | Aserbaidschan       | 2664    | 4      | 16.75            |
| 9    | Pawel Eljanow        | Ukraine             | 2765    | 3,5    |                  |
| 10   | Hou Yifan            | Volksrepublik China | 2663    | 2,5    |                  |

## 2017
Vom 20. April bis 1. Mai 2017 spielten So, Kramnik, Karjakin, Məmmədyarov, Adams, Harikrishna, Eljanow, Wojtaszek, Topalow und Rəcəbov. Der Elo-Durchschnitt betrug 2765, damit wurde Kategorie 21 erreicht. Der Preisfonds betrug insgesamt 100.000 Euro, davon 25.000 für den Sieger.
| Rang | Name                 | Nation             | Wertung | Punkte | Siege | Sonneborn-Berger |
| ---- | -------------------- | ------------------ | ------- | ------ | ----- | ---------------- |
| 1    | Şəhriyar Məmmədyarov | Aserbaidschan      | 2772    | 5,5    |       |                  |
| 2    | Wladimir Kramnik     | Russland           | 2811    | 5      | 3     |                  |
| 3    | Wesley So            | Vereinigte Staaten | 2822    | 5      | 2     | 22,00            |
| 4    | Wesselin Topalow     | Bulgarien          | 2741    | 5      | 2     | 21,75            |
| 5    | Sergei Karjakin      | Russland           | 2783    | 4,5    | 2     |                  |
| 6    | Radosław Wojtaszek   | Polen              | 2745    | 4,5    | 1     | 20,50            |
| 7    | Michael Adams        | England            | 2761    | 4,5    | 1     | 20,00            |
| 8    | Teymur Rəcəbov       | Aserbaidschan      | 2710    | 4      |       |                  |
| 9    | Pawel Eljanow        | Ukraine            | 2751    | 3,5    | 2     |                  |
| 10   | P. Harikrishna       | Indien             | 2755    | 3,5    | 0     |                  |

## 2018
Die fünfte Auflage des Turniers fand vom 19. bis 28. April 2018 statt. Der Preisfonds betrug insgesamt 100.000 Euro, davon 30.000 für den Sieger. Ursprünglich war auch Wladimir Kramnik eingeladen. Er sagte kurzfristig ab und wurde durch Radosław Wojtaszek ersetzt.
| Rang | Name                 | Nation              | Wertung | Punkte | Sonneborn-Berger |
| ---- | -------------------- | ------------------- | ------- | ------ | ---------------- |
| 1    | Magnus Carlsen       | Norwegen            | 2843    | 6      |                  |
| 2    | Ding Liren           | Volksrepublik China | 2778    | 5,5    |                  |
| 3    | Sergei Karjakin      | Russland            | 2778    | 5      |                  |
| 4    | Teymur Rəcəbov       | Aserbaidschan       | 2770    | 4,5    | 20,25            |
| 5    | Şəhriyar Məmmədyarov | Aserbaidschan       | 2814    | 4,5    | 19,50            |
| 6    | Radosław Wojtaszek   | Polen               | 2744    | 4,5    | 19,25            |
| 7    | Anish Giri           | Niederlande         | 2777    | 4,5    | 18,50            |
| 8    | Rauf Məmmədov        | Aserbaidschan       | 2704    | 4      | 17,75            |
| 9    | Wesselin Topalow     | Bulgarien           | 2751    | 4      | 16,25            |
| 10   | David Navara         | Tschechien          | 2745    | 2,5    |                  |

## 2019
Die sechste Auflage des Turniers fand vom 30. März bis 9. April 2019 statt.
| Rang | Name                   | Nation              | Wertung | Punkte | Sonneborn-Berger |
| ---- | ---------------------- | ------------------- | ------- | ------ | ---------------- |
| 1    | Magnus Carlsen         | Norwegen            | 2845    | 7      |                  |
| 2    | Ding Liren             | Volksrepublik China | 2812    | 5      | 22,25            |
| 3    | Sergei Karjakin        | Russland            | 2771    | 5      | 20,25            |
| 4    | Alexander Grischtschuk | Russland            | 2779    | 4,5    | 20,25            |
| 5    | Viswanathan Anand      | Indien              | 2756    | 4,5    | 18,25            |
| 6    | Teymur Rəcəbov         | Aserbaidschan       | 2740    | 4,5    | 17,50            |
| 7    | Wesselin Topalow       | Bulgarien           | 2739    | 4      | 17,50            |
| 8    | David Navara           | Tschechien          | 2704    | 4      | 17,25            |
| 9    | Şəhriyar Məmmədyarov   | Aserbaidschan       | 2790    | 3,5    |                  |
| 10   | Anish Giri             | Niederlande         | 2797    | 3      |                  |

## 2021
Die siebte Auflage des Turniers fand vom 17. bis 23. Dezember 2021 als kombiniertes Schnellschach- und Blitzturnier in Baku statt. Im Schnellschachturnier wurden jeweils zwei Partien gegeneinander gespielt. Der Sieger des Duells erhielt drei Punkte. Bei Gleichstand wurde eine Armageddon-Partie gespielt, der Sieger erhielt zwei Punkte, der Verlierer einen. Im Blitzschachturnier wurden wieder zwei Partien gespielt, nun jedoch nach normaler Punktewertung.
In der Gesamtwertung setzte sich Caruana nach Stichkampf gegen Rapport durch.
| Pl. | Teilnehmer           | Elo  | Schnell | Blitz | Gesamt |
| --- | -------------------- | ---- | ------- | ----- | ------ |
| 1   | Fabiano Caruana      | 2770 | 14      | 10    | 24     |
| 2   | Richárd Rapport      | 2750 | 16      | 8     | 24     |
| 3   | Şəhriyar Məmmədyarov | 2727 | 14      | 8,5   | 22,5   |
| 4   | Sergei Karjakin      | 2757 | 16      | 5     | 21     |
| 5   | Rauf Məmmədov        | 2690 | 9       | 6,5   | 15,5   |
| 6   | David Navara         | 2706 | 8       | 6     | 14     |
| 7   | Vüqar Əsədli         | 2309 | 4       | 6     | 10     |
| 8   | Viswanathan Anand    | 2748 | 3       | 6     | 9      |

## 2022
Die achte Austragung fand vom 17. bis zum 24. Dezember 2022 in Baku statt. In den Duellen wurden jeweils eine Schnellschachpartie mit doppelter Wertung und zwei Blitzschachpartien gespielt.
| Pl. | Teilnehmer             | Elo  | Schnell | Blitz | Gesamt |
| --- | ---------------------- | ---- | ------- | ----- | ------ |
| 1   | Nodirbek Abdusattorov  | 2676 | 14      | 11,5  | 25,5   |
| 2   | Şəhriyar Məmmədyarov   | 2746 | 8       | 12,5  | 20,5   |
| 3   | Rauf Məmmədov          | 2448 | 12      | 8,5   | 20,5   |
| 4   | Richárd Rapport        | 2802 | 8       | 12    | 20     |
| 5   | Francisco Vallejo Pons | 2682 | 12      | 7,5   | 19,5   |
| 6   | Wang Hao               | 2721 | 10      | 9     | 19     |
| 7   | Samuel Shankland       | 2657 | 6       | 11    | 17     |
| 8   | D. Gukesh              | 2632 | 7       | 8     | 15     |
| 9   | Abdulla Qədimbəyli     | 2399 | 7       | 5     | 12     |
| 10  | Aydın Süleymanlı       | 2448 | 6       | 5     | 11     |

## 2023
Die neunte Austragung fand vom 8. bis zum 11. Dezember 2023 in Qəbələ statt. Wie im Vorjahr wurden jeweils eine Schnellschachpartie mit doppelter Wertung und zwei Blitzschachpartien gegeneinander gespielt.
| Pl. | Teilnehmer             | Elo  | Schnell | Blitz | Gesamt |
| --- | ---------------------- | ---- | ------- | ----- | ------ |
| 1   | Santosh Gujrathi Vidit | 2737 | 10      | 12    | 22     |
| 2   | Erigaisi Arjun         | 2727 | 10      | 11,5  | 21,5   |
| 3   | Richárd Rapport        | 2731 | 7       | 12    | 19     |
| 4   | Aydın Süleymanlı       | 2609 | 11      | 7,5   | 18,5   |
| 5   | Rauf Məmmədov          | 2651 | 9       | 9,5   | 18,5   |
| 6   | Şəhriyar Məmmədyarov   | 2723 | 8       | 10    | 18     |
| 7   | Teymur Rəcəbov         | 2723 | 8       | 10    | 18     |
| 8   | Jorden van Foreest     | 2679 | 10      | 7     | 17     |
| 9   | Nicat Abasov           | 2641 | 9       | 6     | 15     |
| 10  | Boris Gelfand          | 2660 | 8       | 4,5   | 12,5   |

## 2024
Die zehnte Ausgabe wurde vom 26. bis zum 28. September 2024 in Şuşa abgehalten. Das Format blieb unverändert mit einer doppelt gewerteten Schnellschach- und zwei normal gewerteten Blitzschachpartien. Der ursprünglich eingeladene Santosh Gujrathi Vidit musste kurzfristig durch Aravindh Chithambaram ersetzt werden.
| Pl. | Teilnehmer            | Elo  | Schnell | Blitz | Gesamt |
| --- | --------------------- | ---- | ------- | ----- | ------ |
| 1   | Jan Nepomnjaschtschi  | 2752 | 10      | 9     | 19     |
| 2   | Nodirbek Abdusattorov | 2723 | 8       | 10    | 18     |
| 3   | Şəhriyar Məmmədyarov  | 2683 | 9       | 7     | 16     |
| 4   | Wladislaw Artemjew    | 2740 | 8       | 6,5   | 14,5   |
| 5   | Aydın Süleymanlı      | 2565 | 6       | 7,5   | 13,5   |
| 6   | Aravindh Chithambaram | 2543 | 5       | 8     | 13     |
| 7   | Richárd Rapport       | 2704 | 6       | 3     | 9      |
| 8   | Rauf Məmmədov         | 2617 | 4       | 5     | 9      |